# موريس كيني
موريس كيني (بالإنجليزية: Maurice Kenny)‏ هو شاعر أمريكي، ولد في 16 أغسطس 1929، وتوفي في 16 أبريل 2016 بسبب قصور كلوي.